# Opodiphthera engaea
Opodiphthera engaea är en fjärilsart som beskrevs av Turner 1922. Opodiphthera engaea ingår i släktet Opodiphthera och familjen påfågelsspinnare. Inga underarter finns listade i Catalogue of Life.